# Al-Sabinah
Al-Sabinah (tiếng Ả Rập: السبينة) là một thị trấn ở miền nam Syria, một phần hành chính của Tỉnh bang Dimashq, nằm ở phía tây nam Damascus ở phía tây Ghouta. Các địa phương gần đó bao gồm Ashrafiyat Sahnaya, Darayya, Muadamiyat al-Sham, Sayyidah Zaynab, al-Hajar al-Aswad. Theo Cục Thống kê Trung ương Syria, al-Sabinah có dân số 62,509 người trong cuộc điều tra dân số năm 2004. Một trại tị nạn của người Palestine đã được thành lập tại thị trấn vào năm 1948.